# 榊佳之
榊 佳之（さかき よしゆき、1942年9月9日 - ）は、日本の分子生物学者。学位は、理学博士（1971年）（学位論文「λファージDNAと細胞膜との結合に関する研究」）。東京大学名誉教授。学校法人静岡雙葉学園理事長、元豊橋技術科学大学学長。2013年文化功労者。2015年瑞宝重光章受章。
ヒトゲノム計画の日本代表として国際プロジェクトにも参画し、ヒト21番染色体の全解読などに大きく貢献した。
弟の榊裕之は電子工学の研究者で国立大学法人奈良国立大学機構理事長候補者（2021年10月2日時点）。父の榊米一郎は電子顕微鏡の研究者で名古屋大学名誉教授、豊橋技術科学大学初代学長。祖父の榊亮三郎は仏教学者で京都帝国大学教授。母方の祖父は大同製鋼の社長を務めた下出義雄。

## 略歴
- 愛知県名古屋市生まれ。
- 1963年 名古屋大学教育学部附属高等学校卒業
- 1966年 東京大学理学部生物化学科卒[1]
- 1971年 東京大学大学院理学系研究科博士課程修了　理学博士（学位論文：「λファージDNAと細胞膜との結合に関する研究」）[2]
- 1971年 カリフォルニア大学ウイルス研究所 研究員
- 1973年 三菱化成生命科学研究所 副主任研究員[1]
- 1977年 九州大学医学部生化学教室 講師[1]
- 1981年 九州大学医学部附属遺伝情報実験施設 助教授[1]
- 1985年 九州大学医学部附属遺伝情報実験施設 教授[1]
- 1992年 東京大学医科学研究所教授[1]、ヒトゲノム解析センター長兼任
- 1998年 理化学研究所ゲノム科学総合研究センタープロジェクトリーダー兼任[1]
- 2004年 東京大学医科学研究所退官[1]、同大学名誉教授[1]、理化学研究所ゲノム科学総合研究センターセンター長[1]
- 2008年 豊橋技術科学大学学長[1]、理化学研究所特任顧問
- 2014年 学校法人 静岡雙葉学園 理事長

その他
- 2002年-2005年 ヒトゲノム国際機構(HUGO) 会長[1]

## 受賞・受勲
- 1999年 - スミソニアン賞[1]
- 2001年 - ムーサ賞[1]、日本人類遺伝学会賞[1]、教育功労章シュヴァリエ[1]
- 2003年 - 中日文化賞[3]、紫綬褒章[4]
- 2013年 - 文化功労者[5]
- 2015年秋 - 瑞宝重光章受勲[6]

## 著書
- 『ベクターDNA 遺伝子工学入門』講談社 1986
- 『ゲノムのマッピングとシークエンス解析法』羊土社 1994
- 『人間の遺伝子 ヒトゲノム計画のめざすもの』岩波書店 1995
- 『ヒトゲノム 解読から応用・人間理解へ』岩波新書 2001
- 『ゲノムサイエンス ゲノム解読から生命システムの解明へ』講談社・ブルーバックス 2007

### 共編
- 『ヒト 遺伝子が語る人のすがた』村松正実共編 共立出版 1997
- 『ゲノムから個体へ 生命システムの理解に向けて』小原雄治共編 中山書店 2001
- 『バイオインフォマティクス』美宅成樹共編 東京化学同人 2003

### 翻訳
- T・フリードマン『遺伝子治療 大きな一歩か、小さな一歩か』浜田ほのほ共訳 秀潤社 1986
- ベンジャミン・ルウィン『エッセンシャル遺伝子』菊池韶彦,水野猛,伊庭英夫,紅順子共訳 東京化学同人 1993

## 関連人物
- 丸尾文治